# Jens Möller (NS-Funktionär)

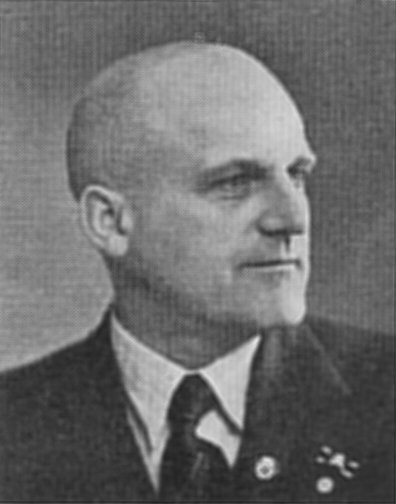
Jens Möller

Jens Nicolaisen Möller (* 2. Juli 1894 in Warnitz; † 28. November 1951 in Gravenstein) war ein Tierarzt und war von 1935 bis 1945 Führer der Nationalsozialistischen Deutschen Arbeiterpartei Nordschleswig (NSDAP-N), nach der nationalsozialistischen Gleichschaltung 1938 Dachorganisation der deutschen Minderheit in Dänemark.

## Leben und Beruf
Jens Möller legte in Flensburg 1914 sein Abitur ab. Er wurde zum Militärdienst eingezogen, brachte es im Ersten Weltkrieg zum Kompanieführer, wurde mit dem Eisernen Kreuz II. und I. Klasse und dem Ritterkreuz des Hohenzollerschen Hausordens ausgezeichnet. Während des Krieges wurde er mehrfach verwundet und erhielt das Verwundetenabzeichen in Gold.
Nach Kriegsende studierte Möller Tiermedizin in Hannover und Berlin und bestand 1921 das Staatsexamen. 1922 promovierte er in Berlin zum Dr. med. vet. Von 1922 bis 1924 war er Assistent an der Tierärztlichen Hochschule Berlin bei Eugen Fröhner. 1924 arbeitete er als Assistent bei Tierarzt Cold-Christensen.
1925 kaufte er in Gravenstein seine Tierarztpraxis. 1932 wurde er Sekretär der Sønderjydsk Dyrlægeforening (Südjütländische Tierarztvereinigung). 1935 wurde er als Kompromisskandidat zum Parteiführer der um die Vorherrschaft streitenden nationalsozialistischen Parteien der Deutschen Minderheit in Nordschleswig gewählt. Mit der Gleichschaltung 1938 erfolgte seine Ernennung zum „Volksgruppenführer“. Möller war die Hauptfigur der massiven Nazifizierung der Minderheitsorganisationen vor dem Zweiten Weltkrieg.
Von 1939 bis 1943 war er als Abgeordneter der Schleswigschen Partei gewähltes Mitglied des dänischen Folketings. Während der Besatzung befolgte Jens Möller die deutsche Forderung, dass er und die übrigen heimdeutschen Führer bei den jungen Leuten in der Minderheit für den Kriegsdienst werben sollten. Darüber bestand bei ihm allerdings keine ungeteilte Begeisterung, da es sich um genau die Gruppe handelte, welche die Zukunft der Minderheit sichern sollte. Daher setzte er durch, dass ein Teil der jungen Männer als „unabkömmlich“ für die Minderheit erklärt wurden. Das galt sowohl für die erste Anwerbungsrunde 1940–41 als auch bei der zielgerichteten Kampagne der Waffen-SS im Frühjahr 1942.
Als eine der führenden Persönlichkeiten während der nationalsozialistischen Periode der Deutschen Minderheit wurde Jens Möller 1945 interniert und zu einer Haftstrafe von 15 Jahren verurteilt, weil er aktiv an der Anwerbung junger Angehöriger der Minderheit für den Kriegsdienst beteiligt gewesen und verantwortlich war für die Errichtung der beiden militärischen Korps: des „Zeitfreiwilligen-Korps“ und des „Selbstschutzes“. Außerdem wurde er verdächtigt, während der Besatzungszeit für die deutschen Polizeibehörden in Dänemark gegen Dänen spioniert zu haben. Dieser Vorwurf des Hoch- und Landesverrats musste jedoch fallengelassen werden. Das Landesgericht reduzierte die Strafe in einer Revisionsverhandlung auf 12 Jahre, und schon 1950 wurde Möller anlässlich des Geburtstags des Königs begnadigt und entlassen. Auf einer Mitgliederversammlung der neuen politischen Organisation der deutschen Volksgruppe, des Bundes Deutscher Nordschleswiger, kritisierte er die neue Führung der Volksgruppe scharf, weil diese die Frontfreiwilligen und deren Angehörige im Stich gelassen hätte, eine Kritik, die in der Minderheit mit ihrer verbreiteten „Faarhusmentalität“ (nach dem Lager in Fårhus, in dem nach dem Ende der Besatzungszeit viele Funktionäre und andere Angehörige der deutschen Minderheit inhaftiert waren) auf einen guten Nährboden stieß. Einfluss erreichte Möller jedoch nicht mehr: Am 28. November 1951 kam er bei einem Verkehrsunfall ums Leben.

## Politik
- 1935 bis 1945 Volksgruppenführer der Nationalsozialistischen Deutschen Arbeiterpartei Nordschleswig (NSDAP-N).
- 1939 bis 1943 Mitglied des dänischen Folketinges als Abgeordneter der Schleswigschen Partei.